# Alfred Stelzner
Alfred Stelzner, né le 29 novembre 1852 à Hambourg et mort le 9 juillet 1906 à Dresde, est un compositeur et luthier allemand.

## Biographie

Un violon fabriqué en 1893 par Alfred Stelzner. Il porte le numéro de série 180, sur les quelque 330 instruments du luthier. Conservé au musée des instruments de Hambourg.

Alfred Stelzner naît à Hambourg, fils du photographe Carl Ferdinand Stelzner et de sa seconde épouse Anna Henriette Reiners. Il s'instruit autant en musique, en physique qu'en mathématiques. En tant que luthier, il produit des instruments à cordes de sa propre conception à Wiesbaden, puis à Dresde. Deux instruments de son invention sont le violotta et le cellone. Le violotta (parfois appelée « alto ténor ») est accordé une octave en dessous du violon et possède un timbre entre l'alto et le violoncelle. Le cellone (1892), sorte de grand violoncelle, est timbré entre le violoncelle et la contrebasse. Ses instruments ont reçu des éloges et des approbations des figures majeures de l'époque, notamment l'imprésario Alfred Schulz-Curtius et le compositeur allemand Felix Draeseke qui compose un quintette à cordes en la majeur WoO 25 (1897), nommé le Quintette Stelzner  d'après l'usage des instruments de Stelzner.
Stelzner commence la production de ses nouveaux instruments en 1889, jusqu'en 1900. Il fait une vigoureuse promotion de ses instruments par le biais de la publicité et obtient l'appui de nombreux musiciens célèbres de l'époque, dont Joseph Joachim, Eugène Ysaÿe, David Popper, et August Wilhelmj. En outre, il parraine des concours dans différentes catégories telles que symphonies, opéra et musique de chambre. Ses œuvres, comprennent les opéras Rübezahl (1902) et Swatowits Ende (1903), ainsi qu'un dernier, jamais jouée, Kinder des Todes et Cäcilie.
La société de Stelzner a finalement échoué et est entré à la faillite. Face à d'insurmontables difficultés financières, Stelzner s'est  suicidé à son domicile, à Dresde en 1906.